# 神社カフェ

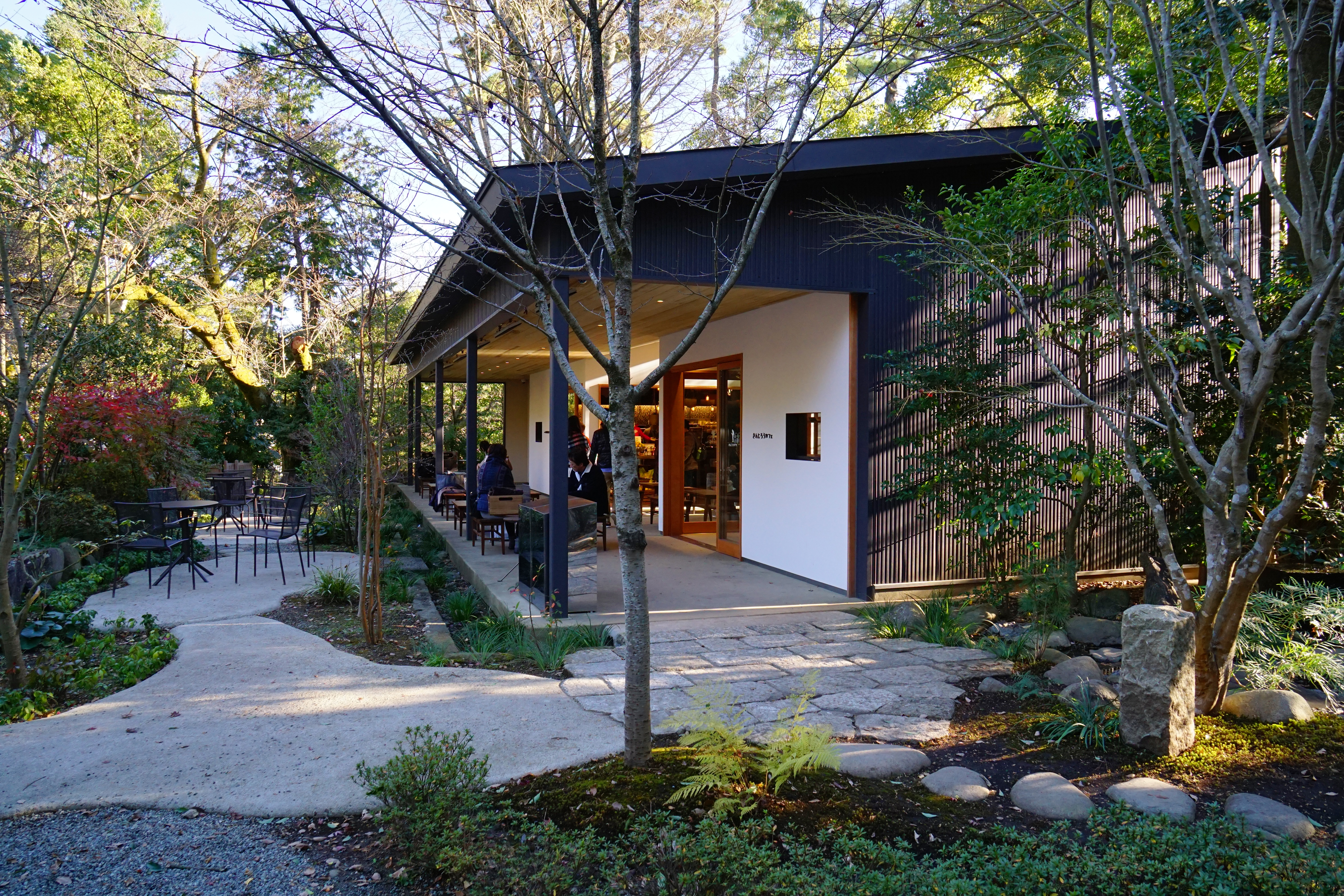
報徳二宮神社境内にある「きんじろうカフェ」（神奈川県小田原市）

神社カフェ（じんじゃカフェ）は、神社の境内にあるカフェ（常設・一時的いずれの場合もあり）、あるいは、神社とカフェが一体となった施設のことを指す。

## 概要
神社は、地域やコミュニティとの繋がりが深いことはよく指摘されることであり、神社に隣接して公会堂等の地域施設が建設されていることも多い。
そうした中で、神社とカフェ施設が併設される形態が見られ、このようなカフェが「神社カフェ」と呼ばれる。
日本においては、神社仏閣の施設への礼拝は信仰を表す行為というよりは、文化・習俗として認識されることが多く、神社仏閣に行く目的として、「楽しむため・休むため」という目的が普通に見られる。こうした習俗から見ると、カフェ等を併設することは自然なことではないかと考えられる。
神社カフェには様々な形態がある。神社の建て直しや施設拡大を行う際に、神社と隣接したカフェ施設を設ける例が見られる。また、もともと外にあった神社をカフェの中に移してヒーリング等のサービスを行っている例、地域活動の振興や育児の相互扶助を神社の境内で行う例、等が見られるが、それらを総称し「神社カフェ」と呼ばれている。